# Замок Фу Манчу
«Замок Фу Манчу» (англ. The Castle of Fu Manchu) — пригодницький фільм 1969 року.

## Сюжет
Лиходій Фу Манчу планує заморозити всі океани і моря Землі. Для початку він викрадає вченого щоб той побудував необхідний пристрій. Коли всі приготування підходять до кінця, Фу Манчу дає світовій спільноті на прийняття рішення 14 днів, після чого має намір здійснити свій задум. Протистояти йому може тільки інспектор Нейланд Сміт.

## У ролях
| Актор                  | Роль              |
| ---------------------- | ----------------- |
| Крістофер Лі           | Фу Манчу          |
| Річард Грін            | Нейланд Сміт      |
| Говард Меріон-Кроуфорд | Доктор Петрі      |
| Гюнтер Штоль           | Курт              |
| Розальба Нері          | Ліза              |
| Марія Перші            | Марі              |
| Хосе Мануель Мартін    | Омар Пашу         |
| Вернер Абролат         | Мельник           |
| Тсаі Чин               | Лін Тан           |
| Хесус Франко           | інспектор Ахмет   |
| Освальдо Дженаццані    | сер Роберт        |
| Берт Квук              | Фено              |
| Густаво Ре             | професор Гераклес |
| Джин Рейс              | помічник Ахмета   |